# Nipponeurorthus
Nipponeurorthus is een geslacht van insecten uit de familie van Nevrorthidae, orde netvleugeligen (Neuroptera).

## Soorten
Nipponeurorthus omvat de volgende soorten:
- Nipponeurorthus fasciatus Nakahara, 1958
- Nipponeurorthus fuscinervis (Nakahara, 1915)
- Nipponeurorthus multilineatus Nakahara, 1966
- Nipponeurorthus pallidinervis Nakahara, 1958
- Nipponeurorthus punctatus (Nakahara, 1915)
- Nipponeurorthus tinctipennis Nakahara, 1958